# ×Carruanthophyllum
×Carruanthophyllum là chi thực vật có hoa trong họ Aizoaceae.